# Poa nervosa
Poa nervosa är en gräsart som först beskrevs av William Jackson Hooker, och fick sitt nu gällande namn av George Vasey. Poa nervosa ingår i släktet gröen, och familjen gräs. Inga underarter finns listade i Catalogue of Life.